# Sudden Lights
Sudden Lights er et lettisk indie-rockband, grundlagt i 2012 i Riga. Bandet består af vokalist Andrejs Reinis Zitmanis, trommeslager Mārtiņš Matīss Zemītis, guitarist Kārlis Matīss Zitmanis og bassist Kārlis Vārtiņš. I februar 2023 vandt gruppen Supernova 2023 med sangen "Aijā" og vil repræsentere Letland i Eurovision Song Contest 2023.